# Limnichoderus lutrochinus
Limnichoderus lutrochinus är en skalbaggsart som först beskrevs av Leconte 1879.  Limnichoderus lutrochinus ingår i släktet Limnichoderus och familjen lerstrandbaggar. Inga underarter finns listade i Catalogue of Life.